# Enrique Moro
Enrique Moro (Valparaíso, abril de 1956 - 4 de marzo de 2021) fue un poeta y gestor cultural chileno.

## Biografía
Estudió en los Sagrados Corazones de Valparaíso. Realizó estudios de cine en París, y participó como ayudante de Cristián Sánchez Garfias en Los deseos concebidos.
También estudió animación sociocultural en Alicante, España.
Participó como invitado en el Primer Simposium de Literatura Chilena en el Exilio, así como en la Feria del Libro de Fráncfort, en 1980, permaneciendo algunos años en Alemania.
En 1994 asistió junto a otros intelectuales chilenos a la Feria Internacional del Libro de La Habana, invitados por la organización del evento.
En 1996 crea el Centro Cultural de Valparaíso y fue el asesor de Cultura de la Municipalidad de Valparaíso. En marzo de 2017 es despedido de su trabajo como gestor cultural en la Municipalidad de Valparaíso, lo que trajo algunas repercusiones judiciales y mediáticas.
En 2002 celebró sus 30 años de trayectoria literaria con la publicación de la antología Hay un Moro en la costa.
Su obra poética se encuentra traducida al inglés, francés, sueco y alemán, y ha sido incluida en antologías de distintos países.

## Obra, compilaciones y antologías
- Versos y reversos.[3]
- Liberty (plaquette).[3]
- Marilyn (plaquette, 1973).[10]
- Moro, poemas, Libro Objeto (1980).
- Bolsa, Poesía de cordel (1981).
- Revista de poesía. (Valparaíso, 1983). Dirigida por Alejandro Pérez, Juan Cameron y Enrique Moro.
- Diez poetas jóvenes chilenos (compilada por Enrique Moro, prologada por Federico Schopf. Antología en español y alemán). Frankfurt, RFA: Editorial Zambon, 1983,[11] Santiago: 1984.[12] Editorial Zambon Iberoamerica, 2002. ISBN 978-84-339-6716-9[13]
- Amantina y otros poemas (1987).
- Gracias Señor (1988).
- La piedra feliz y otros tangos (1996).[14]
- Seis canciones (2002).
- Hay un Moro en la costa (2006) (antología).[15][16]
- Poetas de la resistencia, (edición bilingüe inglés-español, 1973-1990).
- Poemas Últimos (2011).
- De ceniza nuestra sábana, (edición bilingüe francés-español, 2014).[17][4][18]